# 羽束山
羽束山（はつかやま、はつかさん）は、兵庫県三田市にある標高524mの山。丹波高地に属する独立峰である。兵庫50山の一つである。香下山とも言う。

## 概要
三田市の中心部東方に存在する。山頂には羽束神社があり、室町時代以前は、この地域で盛んであった丹波修験道の霊場の一つであった。
三田市街地からは、羽束山の最高峰から南に続く「甚五郎山」（430ｍ）の双方が御椀を二つ伏せたような山容であり、その姿が鯨の胴体と尻尾部に見て取れる姿から「くじら山」の愛称で呼ばれることがある。
山頂付近の展望台からは360度に近い展望が楽しめる。登山道へは、三田駅から神姫バスにて、木器停留所もしくは香下停留所から登るのが一般的である。
東麓には羽束川が流れ、神戸水道千苅貯水池に繋がる。

## アクセス
- 神姫バス、木器停留所
- 神姫バス、香下停留所

## 和歌
新古今和歌集に大江匡房が源頼綱に贈った和歌がある。

　詞書：　頼綱朝臣つのくに（摂津国）のはつかといふ所に侍りける時つかはしける

　和歌：　秋はつるはつかの山のさひしきに在あけの月をたれとみるらん (巻第十六 01571)